# Grote Prijs Jef Scherens 1977
Il Grote Prijs Jef Scherens 1977, dodicesima edizione della corsa, si svolse il 18 settembre 1977 su un percorso di 214 km, con partenza e arrivo a Lovanio. Fu vinto dal belga Walter Planckaert della Maes Pils-Mini-Flat davanti ai suoi connazionali Wilfried Wesemael e Benny Schepmans.

## Ordine d'arrivo (Top 10)
| Pos. | Corridore         | Squadra                         | Tempo    |
| ---- | ----------------- | ------------------------------- | -------- |
| 1    | Walter Planckaert | Maes Pils-Mini-Flat             | 5h58'00" |
| 2    | Wilfried Wesemael | Frisol-Thirion-Gazelle          |          |
| 3    | Benny Schepmans   | Frisol-Thirion-Gazelle          |          |
| 4    | Eric Leman        | Carpenter-Zeepcentrale-Splendor |          |
| 5    | Cees Priem        | Frisol-Thirion-Gazelle          |          |
| 6    | Marc Renier       | Ijsboerke-Colnago               |          |
| 7    | Marc Demeyer      | Flandria-Velda-Latina           |          |
| 8    | Frans Verbeeck    | Ijsboerke-Colnago               |          |
| 9    | Herman Vrijders   | Maes Pils-Mini-Flat             |          |
| 10   | Frans Verhaegen   | Carpenter-Zeepcentrale-Splendor |          |